# Amsterdamse metro

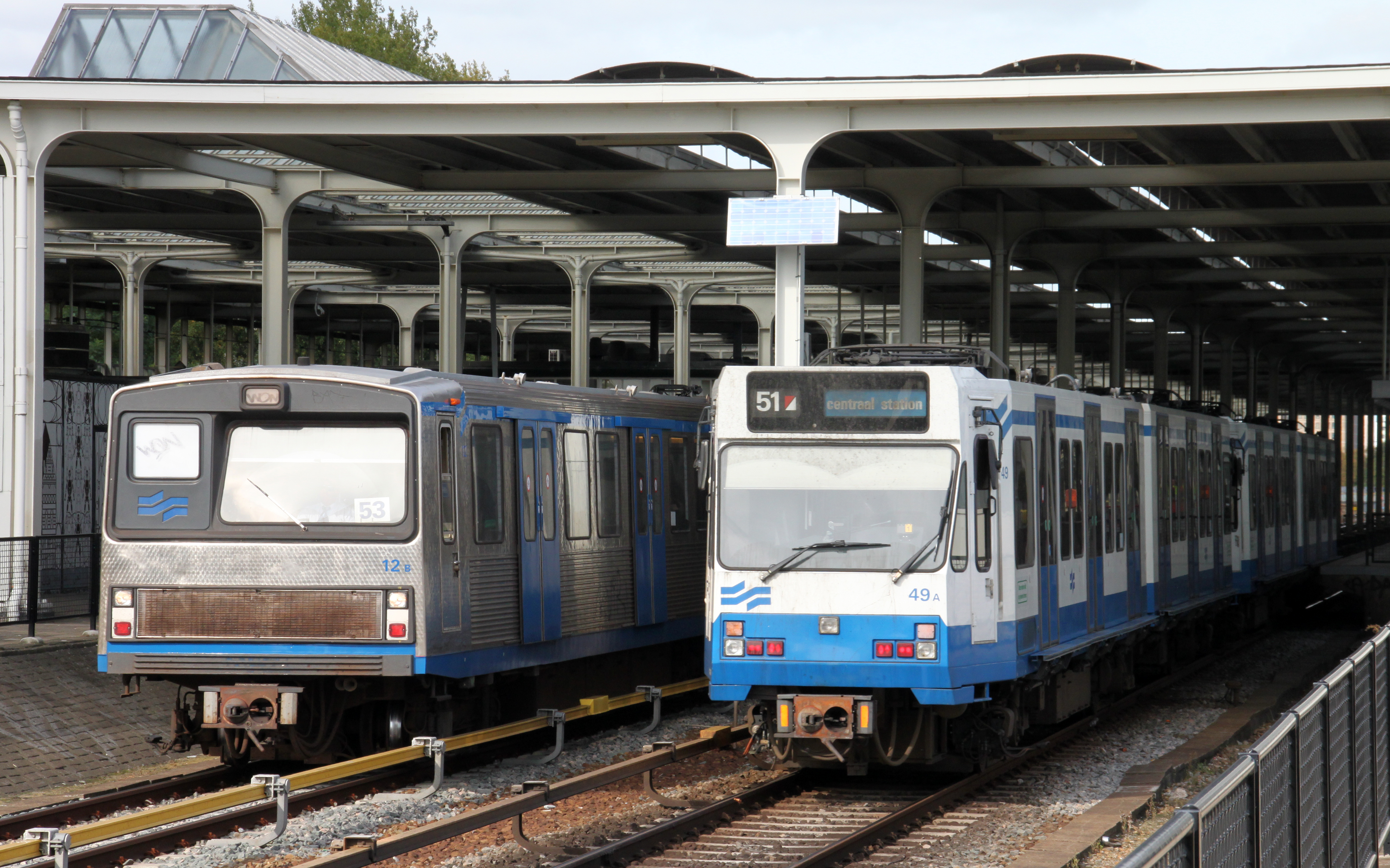
Een metrotrein type M2/M3 en een smallere sneltram (type S1/S2; rechts) op het Amstelstation

De Amsterdamse metro is een metronetwerk en openbaar vervoersysteem in Amsterdam, Diemen en Duivendrecht (tot 3 maart 2019 ook Amstelveen), gemeenten die deel uitmaken van de Metropoolregio Amsterdam. De treinen ervan vervoeren ongeveer 1.400.000 passagiers per week. De Amsterdamse metro wordt geëxploiteerd door het GVB.
De eerste twee metrolijnen werden op 14 oktober 1977 geopend. Op 22 juli 2018 is het metronet uitgebreid tot vijf lijnen en had het spoorwegnet een totale lengte van 52,2 kilometer. Door de sluiting van het deel van de Amstelveenlijn tussen Station Zuid en Westwijk op 3 maart 2019, werd de totale lengte van het net verkort tot 42 km. Het grootste deel ligt bovengronds; slechts 10,6 km ligt in tunnels: 3,5 km van het Centraal Station tot kort voorbij het station Wibautstraat (lijnen 51, 53 en 54), alsmede 7,1 km tussen de stations Noorderpark en Zuid (lijn 52).

## Geschiedenis

### Planning
In 1968 stelden Burgemeester en wethouders van de gemeente Amsterdam voor om gefaseerd een metronet aan te leggen dat alle wijken van de stad Amsterdam met elkaar zou verbinden. De volgende lijnen waren gepland:
- een oost-westlijn van Zuidoost naar Osdorp via het Centraal Station;
- een ringlijn van het Westelijk Havengebied naar Diemen;
- een noord-zuidlijn van Amsterdam-Noord via het Centraal Station naar het Weteringplantsoen met twee aftakkingen aan beide uiteinden;
- een tweede oost-westlijn van Geuzenveld naar Gaasperplas.

De verwachting was dat het metronet rond de eeuwwisseling voltooid zou zijn.

### Bouw

Routekaart met jaar van ingebruikname van de verschillende onderdelen; de Amstelveenlijn maakt sinds 3 maart 2019 geen onderdeel meer uit van het metronet

De bouw begon in 1970 toen staatssecretaris Mike Keyzer op het Rhijnspoorplein de eerste paal sloeg. Op het Julianaplein, tegenover het Amstelstation, verscheen in een tijdelijk houten noodcomplex het "bouwbureau metro" van waaruit de bouw werd gecoördineerd. Ook was hier een permanente expositie over de voortgang van de bouw, werden maquettes getoond en was er een grote hoeveelheid folders beschikbaar voor het publiek, dat de expositie gratis kon bezoeken.
De eerste proefritten vonden plaats in 1973 op een speciaal aangelegd proeftraject tussen de Venserpolder en de Verrijn Stuartweg. Na forse kostenoverschrijdingen was er een tijd sprake van dat de NS met sprinters de lijn zou gaan exploiteren. Uiteindelijk werd toch besloten het GVB de metro te laten exploiteren. Het eerste gedeelte werd op 14 oktober 1977 in gebruik genomen.
Het station Waterlooplein werd met voorrang gebouwd in verband met de plannen voor het nieuwe stadhuis, wat achteraf gezien door de trage totstandkoming van de Stopera niet nodig was geweest. In 1975 werd in dit in ruwbouw gereed zijnde station de expositie Open buis gehouden.
De bouw van het ondergrondse gedeelte onder de Nieuwmarktbuurt ging gepaard met grootschalige sloop in het kader van een plan voor cityvorming en aanleg van een stadsautoweg. De sloop was ook een gevolg van de bovengrondse bouwmethode met grote betonnen caissons die werden afgezonken. De tegenstand werd gevoerd door bewoners en krakers. Veel oorspronkelijk Joodse bewoners van de buurt werden in de oorlog gedeporteerd en vermoord door het nazi-regime. Gedurende de hongerwinter in 1945 werd bovendien het hout uit de leegstaande huizen door bewoners van Amsterdam als brandhout gebruikt. Omdat veel panden daardoor ernstig verkrot waren, werd in de jaren na de oorlog veel gesloopt of gekraakt. Het verzet mondde uit in de Nieuwmarktrellen, en een mislukte bomaanslag in 1975 door Joop Baank, bedoeld om de krakers in diskrediet te brengen.
Datzelfde jaar besloot de gemeenteraad, na eerst te hebben overwogen de bouw bij het Waterlooplein te beëindigen en vandaar bovengronds als sneltram verder te rijden via de Geldersekade, de Oostlijn wel af te bouwen en na de Oostlijn geen verdere metrolijnen meer te bouwen. Ook minister Tjerk Westerterp verbood aanleg van nieuwe metrolijnen, gezien de hoge overschrijding van de geplande kosten. Wel werd de mogelijkheid opengehouden om de Schiphollijn via de Spaklerweg met de Oostlijn te verbinden. De plannen voor de aanleg van een stadsautoweg dwars door de Nieuwmarktbuurt vonden geen doorgang toen voor de sloop van het Huis De Pinto op 5 januari 1972 geen raadsmeerderheid kon worden gevonden.
Sindsdien was het woord "metro" lange tijd taboe in Amsterdam. De stellen die sinds 1997 op Ringlijn 50 dienstdoen heten dan ook "sneltrams", hebben de breedte van een tram en zijn voorzien van verlichting die aan de Wegenverkeerswet voldoet. Verder is de lijn technisch in elk opzicht een metrolijn.
Pas bij de planning van de Noord/Zuidlijn werd het woord "metro" weer gebruikt, al stemde bij een referendum in 1997 een meerderheid van de kiezers tegen de aanleg. De opkomstdrempel was echter te hoog om het project daadwerkelijk te kunnen verwerpen.
Op 14 oktober 2007 was het dertig jaar geleden dat de eerste metro in Amsterdam in gebruik werd genomen. Ter gelegenheid hiervan was van 8 december 2007 tot 4 februari 2008 in de Openbare Bibliotheek aan het Oosterdok de 'Expositie 30 jaar metro' te zien. De festiviteiten voor het 40-jarig jubileum in 2017 waren in mineur, omdat de Amsterdamse burgemeester Eberhard van der Laan enkele dagen eerder overleden was en op 14 oktober herdacht werd.

## Lijnen
De Amsterdamse metro bestaat sinds maart 2019 uit vijf lijnen: de Gaasperplaslijn (53) en Geinlijn (54), deze worden samen ook wel Oostlijn genoemd, Ringlijn (50) en Ringlijn (51) en de Noord/Zuidlijn (52). Tot 3 maart 2019 werd ook Amstelveen bediend door de Amstelveenlijn (51). In totaal zijn er 39 metrostations. Tot 3 maart 2019 waren er ook 19 sneltramhaltes op de Amstelveenlijn (51).
De vijf lijnen van de Amsterdamse metro hebben ieder een eigen nummer en lijnkleur. De combinatie van nummer en kleur wordt ook gebruikt op de lijnenkaarten, op de bewegwijzering en op de bestemmingsborden van het nieuwste materieel. Aan het eind van de jaren '80 werden aan de lijnnummers ook kleuren toegewezen die aansloten op die van de tramlijnen. Deze kleuren waren nog zichtbaar in de lijnfilmkasten van het materieel van de series (S1/S2 en) en zijn nog zichtbaar bij M4/S3 uit de jaren negentig.
| Lijn   | Bijnaam         | Kleuren | Route                          | Lengte  | Opening | Stations | Aantal passagiers/dag (2019) |
| ------ | --------------- | ------- | ------------------------------ | ------- | ------- | -------- | ---------------------------- |
|        | Ringlijn        |         | Gein - Isolatorweg             | 20,5 km | 1997    | 20       | 100.200                      |
|        | Ringlijn        |         | Centraal Station - Isolatorweg | 18,7 km | 2019    | 19       | 60.800                       |
|        | Noord/Zuidlijn  |         | Noord - Station Zuid           | 9,7 km  | 2018    | 8        | 84.000                       |
|        | Gaasperplaslijn |         | Centraal Station - Gaasperplas | 11,7 km | 1977    | 14       | 60.600                       |
|        | Geinlijn        |         | Centraal Station - Gein        | 12,7 km | 1977    | 15       | 73.500                       |
| Totaal |                 |         |                                | 73.3 km |         | 76       | 379.100                      |

### Oostlijn

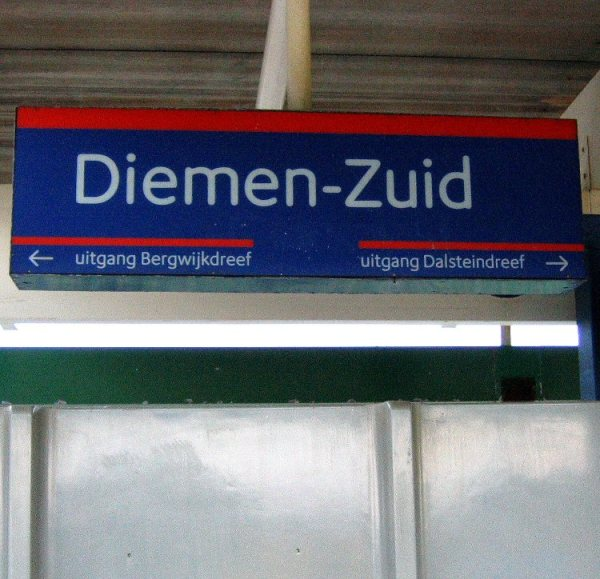
Letterontwerp van Gerard Unger uit 1975 voor Bewegwijzering Metro Amsterdam, de M.O.L.

Op 14 oktober 1977 ging de Amsterdamse metro rijden vanaf het Weesperplein naar Amsterdam-Zuidoost, met twee takken naar respectievelijk Gaasperplas (thans lijn 53) en Holendrecht (thans lijn 54). Het station Spaklerweg was in ruwbouw voltooid maar werd nog niet in gebruik genomen.
Op 11 oktober 1980 werden de beide lijnen verlengd van het Weesperplein naar het Centraal Station.
De aanleg van deze Oostlijn werd op 27 augustus 1982 voltooid met het baanvak Holendrecht – Gein. Ook werd het station Spaklerweg alsnog geopend. In de plannen voor de Geinlijn is er rekening mee gehouden, dat deze in de toekomst eventueel naar station Weesp of naar Almere verlengd zou kunnen worden, hoewel deze verlenging volgens de Metronetstudie uit 2007 niet waarschijnlijk is.

### Amstelveenlijn
De volgende uitbreiding kreeg om politieke redenen deels de vorm van een sneltramlijn. Op 1 december 1990 werd lijn 51 geopend, een zijtak van de Oostlijn bij station Spaklerweg via Station Zuid naar Amstelveen Poortwachter, die tot 2019 ook op het metrotraject als 'sneltram' werd aangeduid. Op 13 september 2004 werd de lijn met drie haltes verlengd naar Amstelveen Westwijk.
Tot aan Station Zuid is lijn 51 een volwaardige metrolijn: de lijn heeft geen gelijkvloerse kruisingen, neemt stroom af van een derde rail en is geschikt voor materieel met een breedte van 3,00 meter. Het smallere sneltrammaterieel van 2,65 meter breed reed hier met uitgeklapte treeplanken bij de deuren.
Op Station Zuid (richting Amstelveen) ging de lijn over in een sneltramlijn. Vanaf hier kon alleen het smallere sneltrammaterieel rijden van 2,65 meter breed met stroomafname via de bovenleiding. Op dit station werden de treeplanken ingeklapt en de stroomafnemers opgelaten. Komend uit Amstelveen gebeurde het omgekeerde.
Naast lijn 51 maakt ook tramlijn 5 (ook na 3 maart 2019) tussen Station Zuid hoog, sinds 2008 vanaf halte Station Parnassusweg bij de westelijke ingang van station Zuid tot na de  Oranjebaan gebruik van deze route.
De Amstelveenlijn werd per 3 maart 2019 vervangen door metrolijn 51 die niet meer in Amstelveen komt. Op het tracé van de vroegere lijn 51 ten zuiden van Station Zuid kwam na de verbouwing voor de Amsteltram per 13 december 2020 de nieuwe tramlijn 25 te rijden.

### Ringlijn
De op 1 juni 1997 geopende Ringlijn 50 (Gein – Isolatorweg) is volledig op dijken en viaducten gebouwd, en heeft geen gelijkvloerse kruisingen. Hoewel de lijn een tangentiële lijn is, is deze ook wel bekend als Ringlijn, omdat tussen Station Sloterdijk en de Rozenoordspoorbrug gebruik wordt gemaakt van het dijklichaam van de Ringspoorbaan. De lijn werd aanvankelijk om politieke redenen "Ringsneltram" genoemd, maar sinds de opening wordt de Ringlijn als "metro" aangeduid. Vanwege deze politieke keuze moest de sneltrambreedte van 2,65 meter worden toegepast; de breedte die ook op de Amstelveenlijn werd gebruikt. Ook de nieuwe "trams" (serie M4 / S3) kregen opklapbare treeplanken om op bestaande stations de ruimte tussen wagon en perron te overbruggen. Lijn 50 bleek echter succesvoller dan gedacht en al snel konden de "sneltrams" het vervoersaanbod niet alleen aan. Omdat de gemeente Amsterdam vooralsnog geen nieuwe voertuigen zou aanschaffen werd in 2000 ervoor gekozen om van de perrons tussen Amstelveenseweg en Isolatorweg aan weerszijden een strook van circa 15 centimeter af te zagen, waardoor ook het oudere materieel (series M1, M2 en M3) dat op de Oostlijn dienstdoet, de Ringlijn kon berijden. Tijdens de bouw van de stations was met een dergelijke operatie al rekening gehouden.

### Noord/Zuidlijn

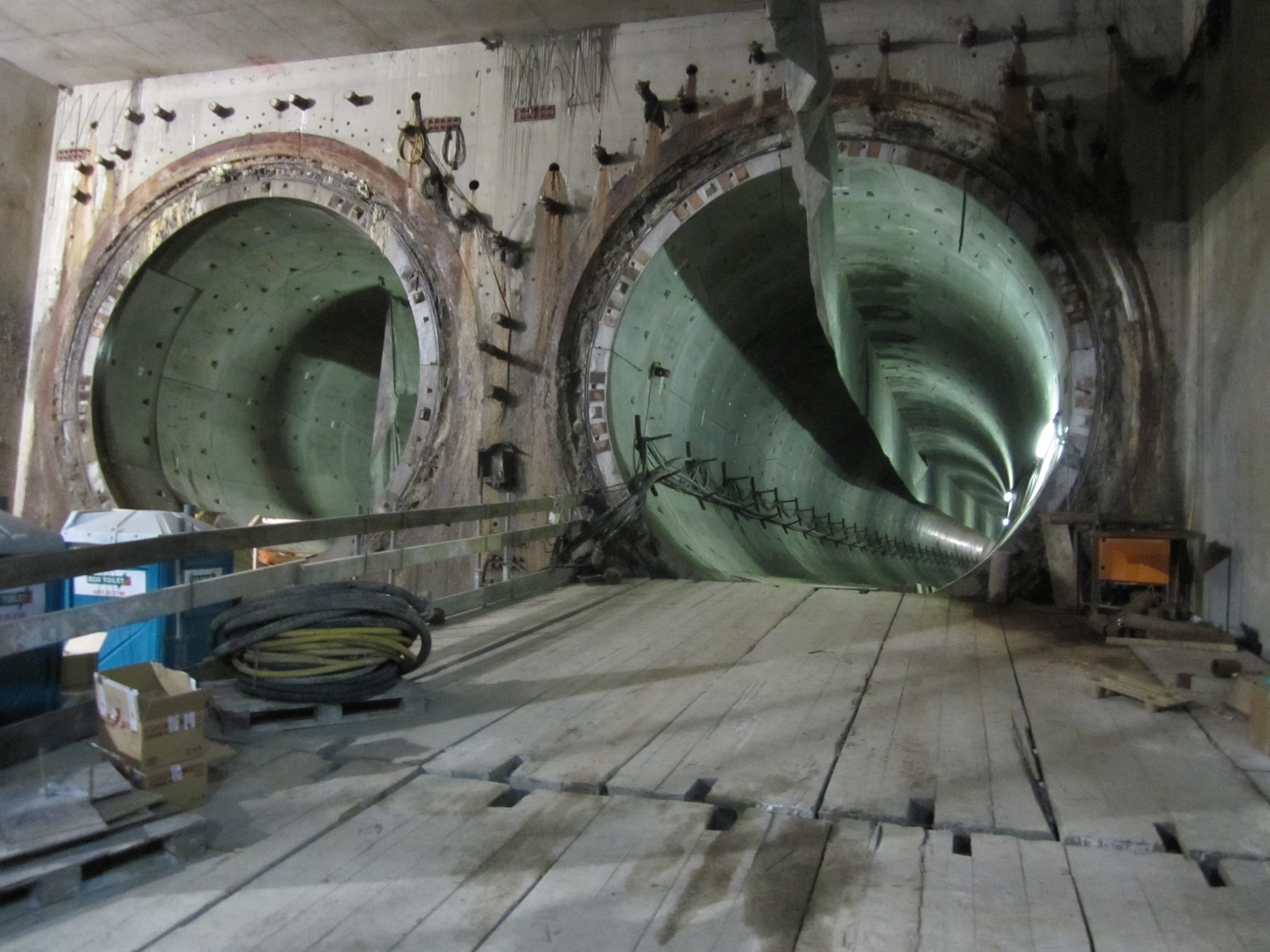
Begin van beide boortunnels van de in aanbouw zijnde Noord/Zuidlijn in de startschacht onder het Damrak.

De op 21 juli 2018 officieel geopende en sinds 22 juli 2018 voor publiek rijdende Noord/Zuidlijn van Amsterdam-Noord via Centraal Station naar de Zuidas heeft het lijnnummer 52. De lijn is 9.7 kilometer lang en telt acht stations. In Amsterdam-Noord is het eindpunt station Noord, vlak bij het Buikslotermeerplein. In het zuiden Station Zuid bij de in aanbouw zijnde Zuidas.

### Stations
Het metronetwerk van Amsterdam bestaat uit 39 metrostations (tot 3 maart 2019 ook 19 sneltramstations). Sinds 2016 zijn de stations herkenbaar aan een grote M-kubus. De meeste oostlijnstations werden vanaf 2016 gerenoveerd, deze waren inmiddels circa 40 jaar oud en toe aan renovatie. De renovatie werd in 2018 afgerond.
Zie: Lijst van Amsterdamse metrostations

## Plannen

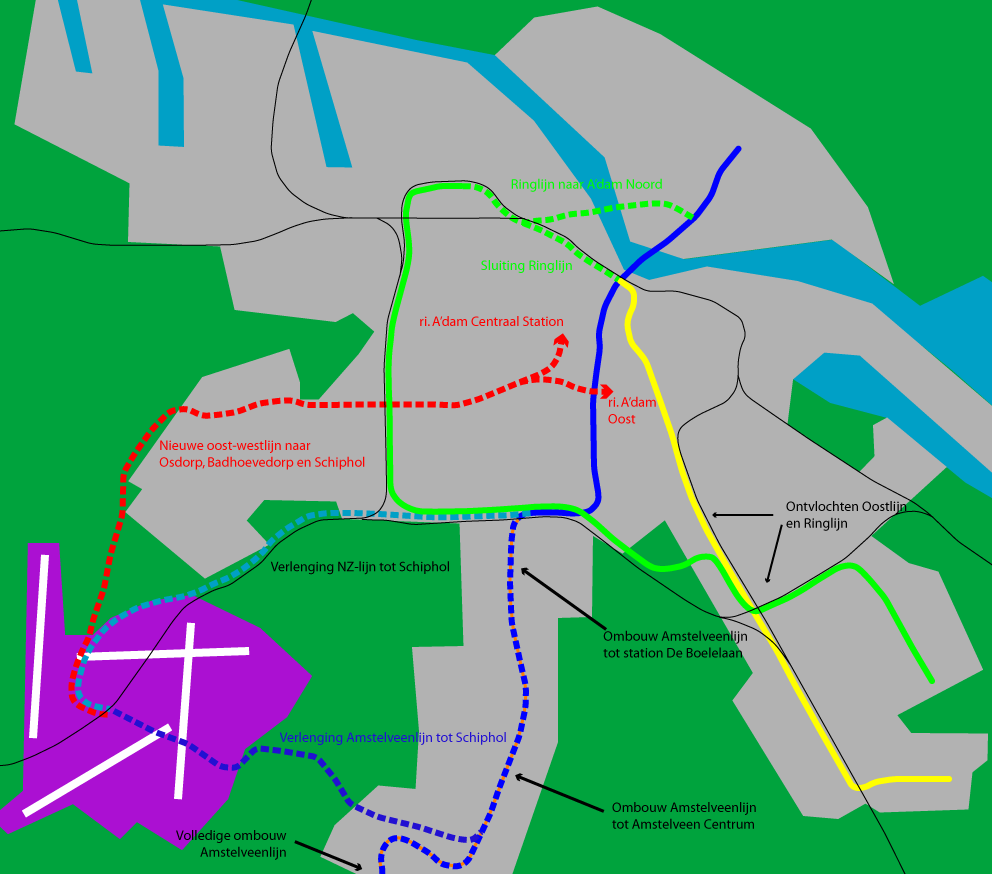
Opties voor uitbreiding van het Amsterdamse metronet volgens de Metronetstudie van 2007.

Er zijn verschillende plannen voor de uitbreiding van de Amsterdamse metro. Op de Plankaart in het voorlaatste Amsterdamse Structuurplan Kiezen voor Stedelijkheid (2003), dat de ruimtelijke ontwikkeling van de stad tot 2010 vastlegt en vooruitkijkt tot 2030, is een aftakking van de Noord/Zuidlijn naar Zaanstad voorzien.
In de op 6 juni 2007 gepubliceerde Metronetstudie worden diverse voorstellen gedaan voor de ontwikkeling van het metronet tot 2020, waarvan het (gedeeltelijk) ombouwen van de Amstelveenlijn tot volwaardige metro en aansluiting op de Noord/Zuidlijn, het ontvlechten van het huidige metronet en het doortrekken van de Ringlijn vanaf station Isolatorweg de belangrijkste zijn.
In het eerste decennium van deze eeuw is ook voorzichtig begonnen met de planvorming voor een Oost/Westlijn. De eerder genoemde Plankaart van het voorlaatste Structuurplan uit 2003 gaat uit van een metro op het traject Station Amsterdam Lelylaan – Overtoom – Weteringschans – Sarphatistraat – Muiderpoortstation. Sinds de wijzigingen in het lijnennet van de Amsterdamse tram per 22 juli 2018 volgt tramlijn 1 grotendeels deze route. De Oost/Westlijn is in 2011 samen met een verlengde Ringlijn en een verlengde Noord/Zuidlijn opgenomen in de Structuurvisie.
In 2015 en 2016 zijn op verzoek van de gemeenteraad verschillende opties voor de uitbreiding van het Amsterdamse metronet onderzocht. Hieruit is in 2018 het Metropakket Westzijde Amsterdam gedestilleerd, bestaande uit een verlengde Noord/Zuidlijn naar Hoofddorp en een gesloten Ringlijn via CS.
Deze twee lijnen zijn in de in 2021 vastgestelde Omgevingsvisie Amsterdam 2050 opgenomen, die de structuurvisie vervangt als leidraad van de Amsterdamse stadsontwikkeling. Om de groei van de stad mogelijk te maken zijn deze lijnen nodig na 2030. Verder zijn in de omgevingsvisie voor de langere termijn (na 2040) een Zaan/Amstellijn (afsplitsing van de Ringlijn/Oostlijn naar Zaandam), een Oost/Westlijn en een IJmeerlijn opgenomen.

## Voorzieningen

### Werkplaats

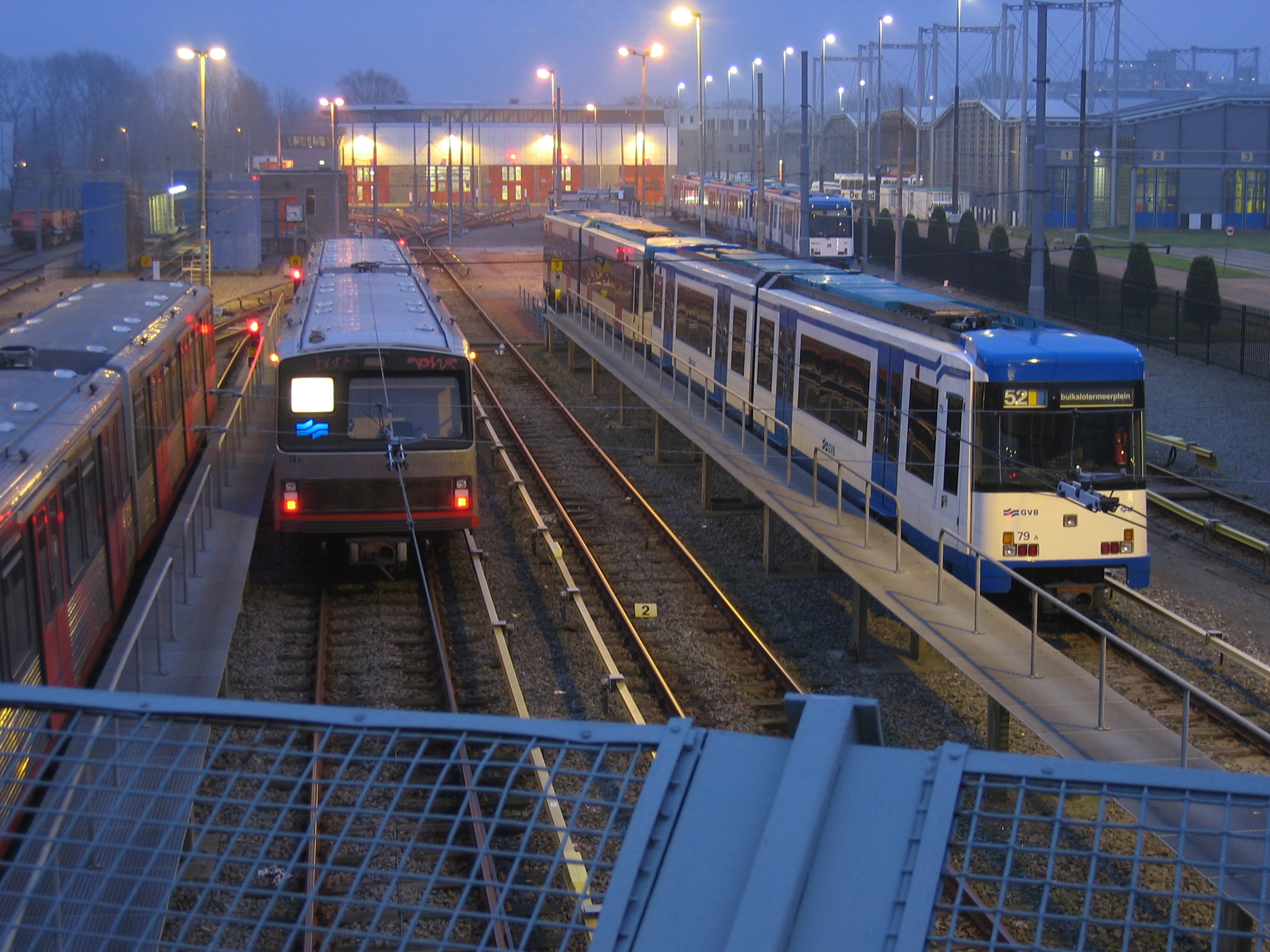
Het opstelterrein bij de metrowerkplaats in Diemen-Zuid

In Diemen-Zuid werd in 1979 de lijnwerkplaats voor de metro in gebruik genomen. Tot die tijd vond het onderhoud vanuit tijdelijke romneyloodsen plaats. Hier krijgen de metrostellen klein en groot onderhoud. Bij de werkplaats ligt een emplacement waar materieel kan worden opgesteld. De centrale Hoofdwerkplaats van de Amsterdamse tram is er in 1996 naast gebouwd. Er bestaat een verbindingsspoor tussen het spoorwegnet en de Amsterdamse metro. Ook de tram- en metrowerkplaats zijn met een spoor verbonden.

### Opstelterreinen en uitwijksporen
Voorts zijn er bij de eindpunten Gaasperplas, Gein, Isolatorweg en Noord emplacementen met vier sporen om materieel op te stellen. Tussen de stations Spaklerweg en Van der Madeweg bevindt zich, tussen de doorgaande metro- en treinsporen in, het opstelterrein Amstel. Hier staat ook de materieelwasinstallatie. Ook ten oosten van station Amstelveenseweg, op de middenberm van de A10, bevindt zich tussen de doorgaande metrosporen een groot opstelterrein. Bij eindpunt Westwijk bevonden zich twee opstelsporen ten zuiden van de halte. Voorts zijn er tussen de doorgaande sporen in gelegen uitwijk- en opstelsporen tussen de stations Weesperplein en Waterlooplein, ten noorden van station Spaklerweg, tussen de stations Lelylaan en Postjesweg, tussen de stations Bullewijk en Holendrecht, tussen de stations Diemen Zuid en Verrijn Stuartweg en (tot 3 maart 2019) tussen de haltes Amstelveen Centrum en Ouderkerkerlaan. In verband met de komst van het nieuwe M5-materieel zijn de opstelterreinen Amstel, Gaasperplas en Isolatorweg tussen 2013 en 2016 gefaseerd uitgebreid en vernieuwd.

### Centrale Verkeersleiding
De Centrale Verkeersleiding bevond zich in de beginjaren in een gebouw bij de Spaklerweg binnen de sporendriehoek van de vier metrolijnen. Van hieruit wordt het gehele metrobedrijf begeleid. Sinds december 2004 is de verkeersleiding samengevoegd met de verkeersleiding tram/bus en gevestigd in het nieuwe hoofdkantoor aan de Arlandaweg. Wel is de Centrale Afstandsbediening (CAB) hier nog gevestigd. Van hieruit kan, in geval van nood, de stroom in de lusbereiken direct van de derde rail gehaald en later weer ingeschakeld worden.

## Materieel
De Amsterdamse metro heeft sinds 1977 de volgende metrorijtuigen in dienst (gehad):
| Afbeelding | Series (serienummers)                                       | Fabrikant | Aantal gebouwd (nu in dienst) | Inzet op lijnen | Geleverd | Exploitatie  |
| ---------- | ----------------------------------------------------------- | --------- | ----------------------------- | --------------- | --- | ------------ |
|            | Serie M1/M2/M3 M1: 1-4 (proefserie) M2: 5-37 M3: 1-4, 38-44 | LHB       | 44 (0)                        |                 | 1-4: 1973 (proefserie) 5-8: 1976 9-37: 1977 1-4, 38-44: 1980                                                      | 1977 - 2015  |
|            | Serie S1/S2 S1: 45-57 S2: 58-69                             | BN        | 25 (0)                        |                 | 45-57: 1990 58-59: 1993 60-69: 1994                                                                               | 1990 - 2024  |
|            | Serie S3 S3: 70-73                                          | CAF       | 4 (4)                         |                 | 1997 | 1997 - heden |
|            | Serie M4 M4: 74-106                                         | CAF       | 33 (31)                       |                 | 1996 1997 | 1997 - heden |
|            | Serie M5 M5: 107/108 - 161/162                              | Alstom    | 28 (27)                       |                 | 107/108-109/110: 2012 111/112-115/116, 119/120-121/122: 2013 117/118, 123/124-141/142: 2014 143/144-161/162: 2015 | 2013 - heden |
|            | Serie M7 M7: 163 - 205                                      | CAF       | 43 (30)                       |                 | 163-165: 2021 166-167: 2022 168-177: 2023 178-192: 2024                                                           | 2023 - heden |

### Verdere ontwikkeling
De Vervoerregio Amsterdam stelde het programma op van eisen en specificaties voor een nieuw metrotype serie M7 waarvan 30 driewagenstellen vanaf 2023 in bedrijf kwamen. Het verving in 2023-2024 de sneltrams type S1/S2 en enkele stellen S3/M4, materieel dat volgens de plannen rond 2027 geheel moet worden vervangen en ook dient ter uitbreiding van het wagenpark. Het materieel is half zo lang als de zeswagenstellen van het metromaterieel M5. Deze verandering werd gepresenteerd door de toenmalige wethouder Eric Wiebes als kostenbesparing. Op stillere uren kan met een kort stel worden volstaan en in de drukke uren kunnen twee gekoppelde stellen dienst doen in treinschakeling.
Er is rekening gehouden met de M5-deurafstanden, zodat er een standaard-deurafstand is als in de toekomst eventueel perrondeuren worden aangebracht. Dit geldt bij het los rijden van één M7-treinstel, maar bij gekoppeld rijden van twee M7-stellen ontstaat een verspringing ter plaatse van de koppelingen. Dan komen de deuren van een gekoppelde trein niet goed uit met de positie van de eventuele perrondeuren als die op de M5/M6 zijn afgestemd. Daarom is in de aanbesteding ook rekening gehouden met een mogelijke toekomstige verlenging van deze treinstellen met extra rijtuigbakken tot een lengte van maximaal 123 meter.

### Halteafroepen
In de Amsterdamse metro (evenals de meeste moderne bussen en trams) worden de haltes en stations afgeroepen. Na een elektronische gong volgt de naam van de halte en of er aan de linker- of rechterzijde uitgestapt dient te worden, met eventuele toevoegingen zoals een zonegrens, overstapmogelijkheden op metro, tram, bus, streekvervoer en trein of het eindpunt. Treinstations worden afgeroepen met 'Station ... (naam station)' met uitzondering van station Amsterdam Amstel en station Amsterdam Centraal (Amstelstation, Centraal Station). In de series M1-M3 werd 15 seconden nadat de bestuurder op de SLUIT-knop heeft gedrukt het station afgeroepen. Bij de M4 en S1-S3 wordt afgeroepen als de trein het station nadert (door middel van ingeprogrammeerde wielomwentelingen). In de beginjaren werden de afroepen ingesproken door Philip Bloemendal, in de series M1-M3 en S1-S3. In de series M1-M3 is de stem van Philip Bloemendal vanaf 1998-2010 vervangen door de stem van Debby Kowsoleea. In de series M4 en S3 werd voor de afroepen vanaf 1997-2010 de stem van Noortje van Oostveen gebruikt. Sinds de eeuwwisseling werden afroepen op het hele GVB-netwerk ingesproken door Marc Klardie. Vanaf 2017 werden afroepen in de metro vervangen door een computerstem, om zo de uitspraak desgewenst te kunnen versnellen. Er werden ook automatische stationsomroepen toegevoegd die de volgende metro en hun bestemming aankondigen, ingesproken door stemactrice Carolina Mout.

## Beveiliging
Bij de Amsterdamse metro was tot begin 2021 het beveiligingssystemen ZUB 122 in gebruik. Oorspronkelijk was het plan om dit tegelijk met de opening van de Noord/Zuidlijn te vervangen door Communications-Based Train Control (CBTC), maar door softwareproblemen bij de leverancier Alstom lukte het niet om het systeem op het hele metronetwerk te installeren. Om te voorkomen dat de ingebruikname van de Noord/Zuidlijn verder werd vertraagd is er gekozen om het systeem alleen op de Noord/Zuidlijn te installeren, en te wachten met de rest van het metronetwerk. Vanaf november 2019 is het nieuwe beveiligingssysteem getest op het bestaande metronetwerk. Hiervoor startten de metro's in een aantal weekenden pas op om 09:30, en reden er bussen i.p.v. metro's tot 10:00. Vanaf februari 2021 is het systeem stap voor stap in gebruik genomen. Eerst alleen op zondagen, en daarna ook op andere dagen.